# الدوري التونسي لكرة اليد 2018–19
الدوري التونسي لكرة اليد 2018-2019 هو الدورة 64 من الدوري التونسي لكرة اليد للرجال. شارك فيها 12 فريقا.

فاز بهذا الموسم الترجي الرياضي التونسي، وجاء ثانيا النجم الرياضي الساحلي.

## روابط خارجية
- الموقع الرسمي للجامعة التونسية لكرة اليد.